# علی بن عربیه
علی بن عربیه (عربی: علي بن عربية؛ زادهٔ ۸ اکتبر ۱۹۶۸) بازیکن فوتبال اهل الجزایر بود.
از باشگاه‌هایی که در آن بازی کرده‌است می‌توان به باشگاه فوتبال موناکو، باشگاه فوتبال منچستر سیتی، باشگاه فوتبال بوردو، باشگاه فوتبال پاری سن ژرمن، باشگاه ورزشی القطر، و باشگاه ورزشی الریان اشاره کرد.
وی همچنین در تیم ملی فوتبال الجزایر بازی کرده‌است.